# Nunataki Gurevicha
Die Nunataki Gurevicha (englische Transkription von russisch Нунатаки Гуревича Nunataki Gurewitscha) sind eine Gruppe von Nunatakkern im ostantarktischen Coatsland. Sie ragen in der Shackleton Range auf.
Russische Wissenschaftler benannten sie. Der weitere Benennungshintergrund ist nicht überliefert.